# Bas van Velthoven
Bas van Velthoven (Hazerswoude-Rijndijk, 26 de febrero de 1985) es un deportista neerlandés que compitió en natación, especialista en el estilo libre.
Ganó una medalla de plata en el Campeonato Mundial de Natación en Piscina Corta de 2008, una medalla de bronce en el Campeonato Europeo de Natación de 2008 y una medalla de bronce en el Campeonato Europeo de Natación en Piscina Corta de 2006.

## Palmarés internacional
| Campeonato Mundial en Piscina Corta | Campeonato Mundial en Piscina Corta | Campeonato Mundial en Piscina Corta | Campeonato Mundial en Piscina Corta |
| Año                                 | Lugar                               | Medalla                             | Prueba                              |
| ----------------------------------- | ----------------------------------- | ----------------------------------- | ----------------------------------- |
| 2010                                | Dubái (EAU)                         | Medalla de plata                    | 4 × 100 m libre                     |
| Campeonato Europeo                  |                                     |                                     |                                     |
| Año                                 | Lugar                               | Medalla                             | Prueba                              |
| 2008                                | Eindhoven (Países Bajos)            | Medalla de bronce                   | 4 × 100 m libre                     |
| Campeonato Europeo en Piscina Corta |                                     |                                     |                                     |
| Año                                 | Lugar                               | Medalla                             | Prueba                              |
| 2006                                | Helsinki (Finlandia)                | Medalla de bronce                   | 4 × 50 m libre                      |